# Швенджел, Фредерик
Фре́дерик Де́лберт Шве́нджел (англ. Frederick Delbert Schwengel; 28 мая 1906, Sheffield, Айова — 1 апреля 1993, Арлингтон, Виргиния) — американский политический деятель, член Палаты представителей США от 1 округа Айовы.

## Личная жизнь
Родился на ферме недалеко от Шеффилда в семье немецких иммигрантов. Швенджел посещал сельские школы в городке Уэст-Форк и средние школы в Чейпине и Шеффилде. В 1930 году он окончил Северо-восточный педагогический колледж в Кёрксвилле, где он совместно с учёбой был одновременно и членом братства Phi Sigma Epsilon. С 1933 по 1935 год он учился в аспирантуре Университета Айовы.
По сей день в Университете Трумэна выставлена небольшая экспозиция исторических артефактов Авраама Линкольна из личной коллекции Швенджела, которые были подарены вдовой бывшего конгрессмена.
Швенджел основал Историческое общество Капитолия США в 1962 году и продолжал занимать пост его президента до своей смерти в 1993 году. В начале своей карьеры он занимал пост национального президента братства Phi Sigma Epsilon. Он также был основателем и президентом Республиканского фонда наследия. Он занимал пост президента Торговой палаты штата Айова и председателя Национальной комиссии по случаю столетия Гражданской войны и совместных сессий Конгресса по случаю полуторавековой годовщины Линкольна.
С 1929 по 1936 год он служил в Национальной гвардии штата Миссури.
С 1930 по 1937 год он работал спортивным тренером и преподавателем истории и политологии в школах Шелбины и Кёрксвилла. С 1937 по 1954 год он занимался страховым бизнесом в Дэвенпорте.
В 1944 году он был избран в Палату представителей штата Айова, где переизбирался пять сроков подряд, с 1945 по 1955 год. С 1949 года он входил в Комиссию по развитию штата Айова. После избрания членом Палаты представителей США, Швенгель был членом Комитета общественных работ округа Колумбия и администрации Палаты представителей, Республиканской целевой группы по кадровому обеспечению меньшинств и группы среды.

## Конгресс
В 1954 году действующий конгрессмен от 1-го округа Айовы Томас Мартин баллотировался на Сенат США. Швенджел баллотировался на его место и одержал победу на республиканских праймериз, и легко победил демократа Джона О'Коннора на всеобщих выборах. Он был переизбран на следующих четырёх выборах. Однако в 1964 году от демократов Швенджел потерпел поражение. Он уступил профессору политологии Университета Айовы Джону Шмидхозеру менее, чем на 4000 голосов. Шмидхаузер пробыл только один срок в Палате представителей. В 1966 году Швенджел снова баллотировался на своё прежнее место и победил Шмидхозера менее, чем с 5000 голосами, а в 1968 году победил Шмидхозера с большим отрывом. Всего Швенджел проработал в Конгрессе восемь сроков.

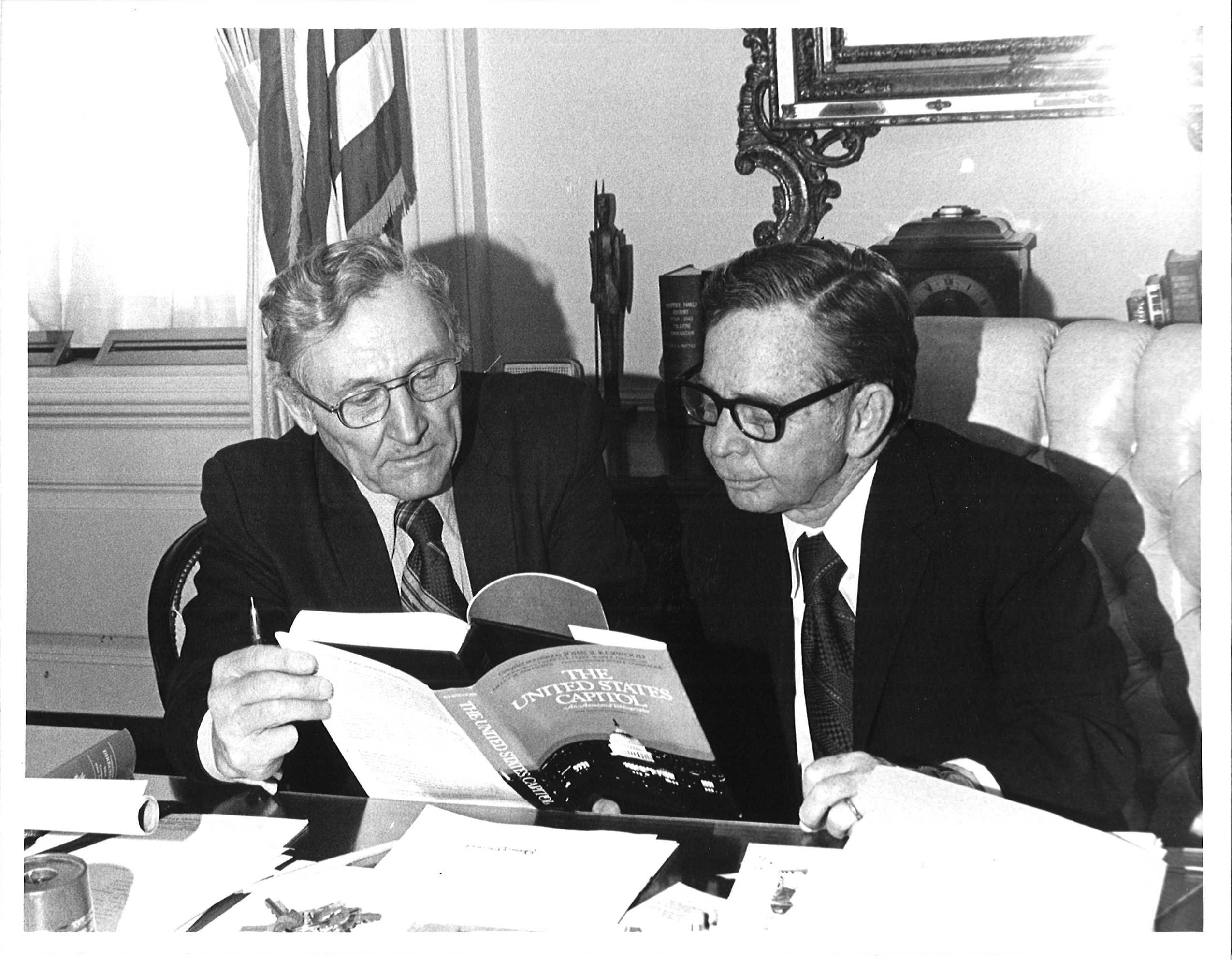
Со спикером Палаты представителей США Карлом Элбертом

В 1970 году Швенджел победил члена Палаты представителей Айовы  Эдварда Мезвински, который набрал всего 765 голосов. Перераспределение перед выборами 1972 года вывело несколько республиканских районов из состава 1-го округа, поэтому, когда Мезвински баллотировался против Швенгеля во второй раз в 1972 году, то победил с 53 % голосов.
Во время работы в Конгрессе Швенджел был известен как один из наиболее умеренных членов фракции республиканцев в Палате представителей. Будучи консерватором в финансовых вопросах, он выступал за трудовые и гражданские права и был решительным сторонником отделения церкви от государства. Швенджел проголосовал за Акты о гражданских правах 1957, 1960, 1964, и 1968 годов, а также по 24-й поправке к Конституции США.

### После Конгресса
В 1985 году он участвовал в слиянии Phi Sigma Epsilon с Phi Sigma Kappa. Швенджел решительно поддерживал это слияние и оказал влияние, использовав свой опыт в Phi Sigma Epsilon. По завершении проекта Швенджел согласился работать историком в объединённом братстве и попечителем Фонда Phi Sigma Kappa.
В 1986 году от Объединённый баптистский комитет за свободу вероисповедания Швенджел (вместе с Портером Рутом) получил премию имени пастора Джозефа Мартина Доусона в том числе и за его позицию в 1970 году против школьной молитвы, которая в конечном итоге привела к его уходу из Конгресса.

## Смерть
Швенджел умер 1 апреля 1993 года в больнице Арлингтона от сердечного приступа. Похоронен в Мемориальном парке Дэвенпорта.

## Документы и библиография
Собрание документов (фотографии, интервью, файлы) с фигурированием деятельного участия Швенджела хранится в Библиотеке Университета Айовы, Библиотеке редких книг и рукописей Колумбийского университета, Президентской библиотеке и музее Джеральда Форда, Президентской библиотеке-музее Герберта Гувера, отделе рукописей Библиотеки Конгресса, Мемориальная библиотека Пиклера Университета Трумэна, Архиве Института Гувера, исследовательском центре специальных коллекций библиотеки Университета Сиракьюс, Библиотеке специальных коллекций имени Элберта и Ширли и Мемориальной библиотеке Олдермена Университета Виргинии, Центре по американской истории имени Бриско Техасского университет в Остине.

### Библиография

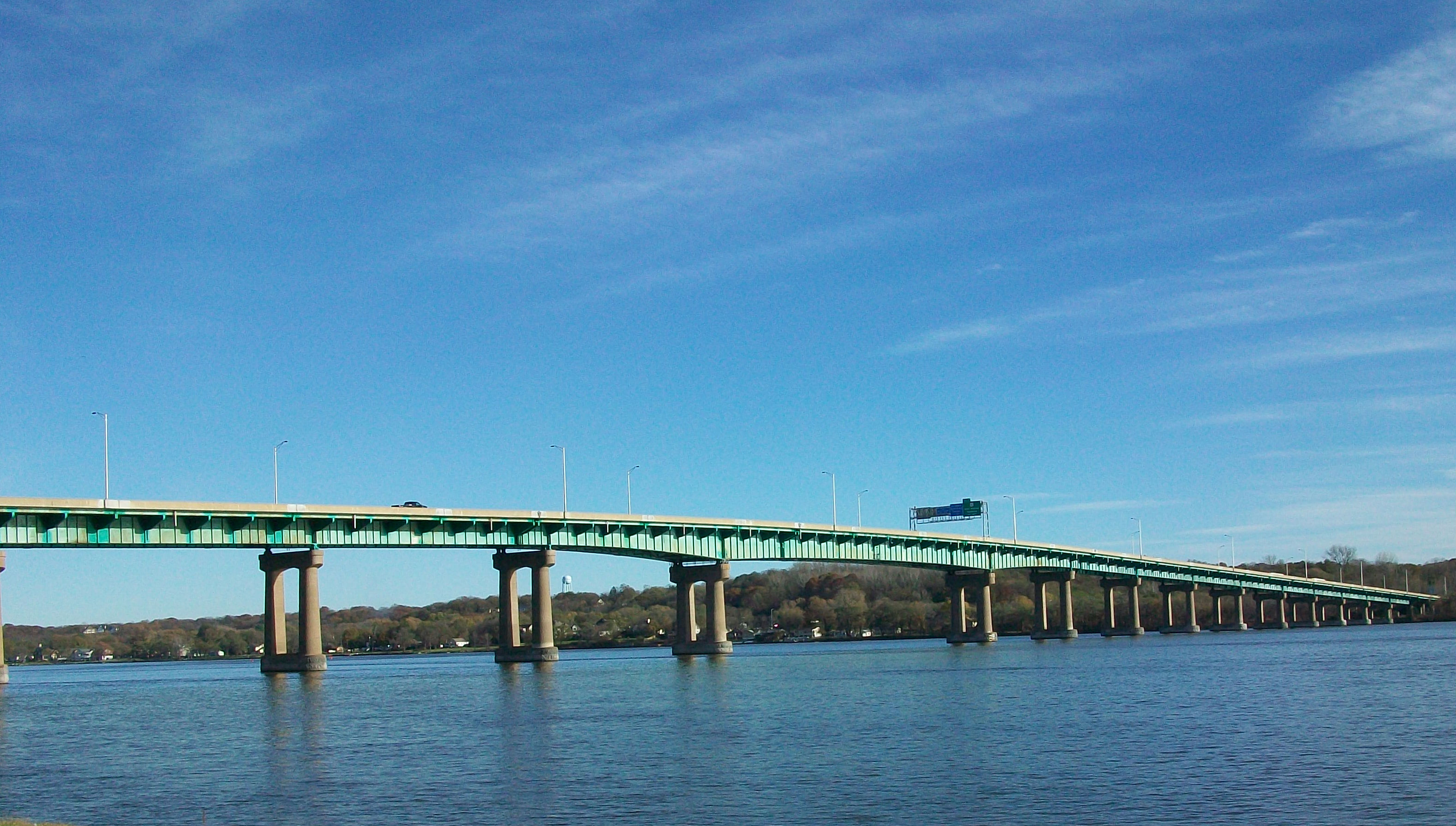
Мемориальный мост Швенджела

## Память
- в 1995 году мост автострады 80[англ.], соединяющий Айову с Иллинойсом, был переименован в честь Швенджела;
- художником Уильямом Юнгером[12] был написан портрет политика.

### Высказывания
В памятной записке Конгрессу члена Палаты представителей США от 5 округа Мичигана Джеральда Форда от 24 сентября 1969 года были такие слова о политике:

Фред Швенджел — самый необычный человек. Он человек с глубоким чувством истории, острым пониманием того, что значит быть американцем, всесторонним пониманием славы и величия Америки…(он) заботится о людях, и это его источник личной силы.